# Saint-Julien-le-Châtel
Saint-Julien-le-Châtel – miejscowość i gmina we Francji, w regionie Nowa Akwitania, w departamencie Creuse.
Według danych na rok 1990 gminę zamieszkiwały 174 osoby, a gęstość zaludnienia wynosiła 11 osób/km² (wśród 747 gmin Limousin Saint-Julien-le-Châtel plasuje się na 454. miejscu pod względem liczby ludności, natomiast pod względem powierzchni na miejscu 423.).